# Rhodobacter
Rhodobacter é um género de bactérias da família Rhodobacteraceae. São fotossintéticas, mas o seu metabolismo é muito versátil. A espécie mais conhecida é Rhodobacter sphaeroides. Várias espécies antes classificadas no género Rhodobacter foram mais tarde reclassificadas noutros géneros como Rhodovulum, Haematobacter, Roseobacter e Gemmobacter.